# Collegio elettorale di Erba (Camera dei deputati)
Il collegio di Erba fu un collegio elettorale uninominale della Repubblica Italiana per l'elezione della Camera dei deputati. Apparteneva alla circoscrizione Lombardia 2 e fu utilizzato per eleggere un deputato nella XII, XIII e XIV legislatura.
Venne istituito nel 1993 con la cosiddetta Legge Mattarella (Legge n. 277, Nuove norme per l'elezione della Camera dei deputati), attuata in seguito al referendum abrogativo del 1993. La legge istituì per la Camera dei deputati e per il Senato della Repubblica un sistema di elezione misto, in parte maggioritario e in parte proporzionale. Il 75% dei parlamentari dell'assemblea veniva eletto in collegi uninominali tramite sistema maggioritario a turno unico; il restante 25% alla Camera veniva eletto tramite sistema proporzionale con liste bloccate.
Il collegio venne abolito insieme a tutti gli altri che costituivano la Camera con la promulgazione della legge elettorale successiva, la cosiddetta Legge Calderoli. Questa prevedeva un sistema proporzionale con premio di maggioranza, che alla Camera veniva attribuito a livello nazionale.

## Territorio
Il collegio di Erba era uno dei 74 collegi uninominali in cui era suddivisa la Lombardia e, come previsto dal D.Lgs. del 20 dicembre 1993 n. 536, era interamente compreso nella provincia di Como e comprendeva i seguenti comuni: Albavilla, Albese con Cassano, Alserio, Alzate Brianza, Anzano del Parco, Arosio, Asso, Barni, Bellagio, Brenna, Caglio, Canzo, Carugo, Caslino d'Erba, Castelmarte, Civenna, Costa Masnaga, Erba, Eupilio, Faggeto Lario, Inverigo, Lambrugo, Lasnigo, Lezzeno, Longone al Segrino, Lurago d'Erba, Magreglio, Merone, Monguzzo, Montorfano, Nesso, Nibionno, Oliveto Lario, Orsenigo, Pognana Lario, Ponte Lambro, Proserpio, Pusiano, Rezzago, Rogeno, Sormano, Torno, Valbrona, Veleso e Zelbio.

## Eletti
| Elezione | Elezione | Deputato        | Partito                 |
| -------- | -------- | --------------- | ----------------------- |
|          | 1994     | Marco Romanello | Polo delle Libertà (LN) |
|          | 1996     | Cesare Rizzi    | Lega Nord               |
|          | 2001     | Cesare Rizzi    | Casa delle Libertà (LN) |

## Dati elettorali

### XII legislatura

#### Risultati proporzionale
| Coalizioni        | Coalizioni           | Liste                           | Liste                              | Voti   | %     |
| ----------------- | -------------------- | ------------------------------- | ---------------------------------- | ------ | ----- |
|                   | Polo delle Libertà   |                                 | Lega Nord                          | 24.725 | 29,78 |
|                   | Polo delle Libertà   | Forza Italia                    | 21.245                             | 25,59  |       |
| Totale Coalizione | Totale Coalizione    | 45.970                          | 55,37                              |        |       |
|                   | Patto per l'Italia   |                                 | Partito Popolare Italiano          | 8.828  | 10,63 |
|                   | Patto per l'Italia   | Patto Segni                     | 5.396                              | 6,50   |       |
| Totale coalizione | Totale coalizione    | 14.224                          | 17,13                              |        |       |
|                   | Progressisti         |                                 | Partito Democratico della Sinistra | 5.822  | 7,01  |
|                   | Progressisti         | Rifondazione Comunista          | 3.100                              | 3,73   |       |
|                   | Progressisti         | Federazione dei Verdi           | 1.805                              | 2,14   |       |
|                   | Progressisti         | La Rete - Movimento Democratico | 872                                | 1,05   |       |
|                   | Progressisti         | Partito Socialista Italiano     | 843                                | 1,02   |       |
| Totale coalizione | Totale coalizione    | 12.442                          | 14,95                              |        |       |
|                   | Alleanza Nazionale   | Alleanza Nazionale              | Alleanza Nazionale                 | 4.492  | 5,41  |
|                   | Lista Pannella       | Lista Pannella                  | Lista Pannella                     | 3.064  | 3,69  |
|                   | Lega Alpina Lumbarda | Lega Alpina Lumbarda            | Lega Alpina Lumbarda               | 2.828  | 3,41  |
| Totale            | Totale               | Totale                          | Totale                             | 83.020 |       |

#### Risultati uninominale
|                               | Marco Romanello ✔️ Eletto | Polo delle Libertà (FI - LN - CCD - UDC) | 49 732 | 60,61 |  |  |  |  |  |
|                               | Bruno Bianchi             | Patto per l'Italia                       | 14 009 | 17,07 |  |  |  |  |  |
|                               | Mario Berardino           | Progressisti                             | 12 172 | 14,83 |  |  |  |  |  |
|                               | Veronica Airoldi          | Alleanza Nazionale                       | 6 141  | 7,48  |  |  |  |  |  |
| Totale                        | Totale                    | Totale                                   | 82 054 | 100   |  |  |  |  |  |
|                               |                           |                                          |        |       |  |  |  |  |  |
| Fonte: Ministero dell'interno |                           |                                          |        |       |  |  |  |  |  |

### XIII legislatura

#### Risultati proporzionale
| Coalizioni        | Coalizioni                         | Liste                                     | Liste                              | Voti   | %     |
| ----------------- | ---------------------------------- | ----------------------------------------- | ---------------------------------- | ------ | ----- |
|                   | Polo per le Libertà                |                                           | Forza Italia                       | 18.847 | 23,07 |
|                   | Polo per le Libertà                | Alleanza Nazionale                        | 6.666                              | 8,16   |       |
|                   | Polo per le Libertà                | CCD-CDU                                   | 3.953                              | 4,84   |       |
| Totale coalizione | Totale coalizione                  | 29.466                                    | 36,07                              |        |       |
|                   | Lega Nord                          | Lega Nord                                 | Lega Nord                          | 29.420 | 36,01 |
|                   | L'Ulivo                            |                                           | Partito Democratico della Sinistra | 6.614  | 8,09  |
|                   | L'Ulivo                            | Popolari per Prodi (PPI-SVP-PRI-UD-Prodi) | 5.124                              | 6,27   |       |
|                   | L'Ulivo                            | Rinnovamento Italiano                     | 3.076                              | 3,76   |       |
|                   | L'Ulivo                            | Federazione dei Verdi                     | 1.771                              | 2,17   |       |
| Totale coalizione | Totale coalizione                  | 16.585                                    | 20,29                              |        |       |
|                   | Progressisti                       |                                           | Rifondazione Comunista             | 4.054  | 4,96  |
|                   | Lista Pannella - Sgarbi            | Lista Pannella - Sgarbi                   | Lista Pannella - Sgarbi            | 1.705  | 2,09  |
|                   | Movimento Sociale Fiamma Tricolore | Movimento Sociale Fiamma Tricolore        | Movimento Sociale Fiamma Tricolore | 476    | 0,58  |
| Totale            | Totale                             | Totale                                    | Totale                             | 81.706 |       |

#### Risultati uninominale
|                               | Cesare Rizzi ✔️ Eletto | Lega Nord           | 30 045 | 36,98 |  |  |  |  |  |
|                               | Alberto Cova           | Polo per le Libertà | 28 949 | 35,63 |  |  |  |  |  |
|                               | Domenico Salvadore     | L'Ulivo             | 22 248 | 27,38 |  |  |  |  |  |
| Totale                        | Totale                 | Totale              | 81 242 | 100   |  |  |  |  |  |
|                               |                        |                     |        |       |  |  |  |  |  |
| Fonte: Ministero dell'interno |                        |                     |        |       |  |  |  |  |  |

### XIV legislatura

#### Risultati proporzionale
| Coalizioni        | Coalizioni              | Liste                   | Liste                                 | Voti   | %     |
| ----------------- | ----------------------- | ----------------------- | ------------------------------------- | ------ | ----- |
|                   | Casa delle Libertà      |                         | Forza Italia                          | 28.607 | 35,46 |
|                   | Casa delle Libertà      | Lega Nord               | 14.214                                | 17,62  |       |
|                   | Casa delle Libertà      | Alleanza Nazionale      | 5.847                                 | 7,25   |       |
|                   | Casa delle Libertà      | CCD-CDU                 | 1.451                                 | 1,80   |       |
|                   | Casa delle Libertà      | Nuovo PSI               | 422                                   | 0,52   |       |
| Totale coalizione | Totale coalizione       | 50.541                  | 62,65                                 |        |       |
|                   | L'Ulivo                 |                         | La Margherita (Dem - PPI - RI- UDEUR) | 12.858 | 15,94 |
|                   | L'Ulivo                 | Democratici di Sinistra | 4.240                                 | 5,26   |       |
|                   | L'Ulivo                 | Il Girasole (FdV - SDI) | 1.233                                 | 1,53   |       |
|                   | L'Ulivo                 | Comunisti Italiani      | 959                                   | 1,19   |       |
| Totale coalizione | Totale coalizione       | 19.290                  | 23,92                                 |        |       |
|                   | Lista Di Pietro         | Lista Di Pietro         | Lista Di Pietro                       | 3.111  | 3,86  |
|                   | Rifondazione Comunista  | Rifondazione Comunista  | Rifondazione Comunista                | 3.104  | 3,85  |
|                   | Lista Pannella - Bonino | Lista Pannella - Bonino | Lista Pannella - Bonino               | 1.958  | 2,43  |
|                   | Democrazia Europea      | Democrazia Europea      | Democrazia Europea                    | 1.122  | 1,39  |
|                   | Partito Pensionati      | Partito Pensionati      | Partito Pensionati                    | 814    | 1,01  |
|                   | Fiamma Tricolore        | Fiamma Tricolore        | Fiamma Tricolore                      | 548    | 0,68  |
|                   | Libdem. Basta           | Libdem. Basta           | Libdem. Basta                         | 153    | 0,19  |
|                   | Abolizione scorporo     | Abolizione scorporo     | Abolizione scorporo                   | 39     | 0,05  |
| Totale            | Totale                  | Totale                  | Totale                                | 80.680 |       |

#### Risultati uninominale
|                               | Cesare Rizzi ✔️ Eletto      | Casa delle Libertà | 46 210 | 57,96 |  |  |  |  |  |
|                               | Kossi Amékowoyoa Komla-Ebri | L'Ulivo            | 26 297 | 32,98 |  |  |  |  |  |
|                               | Fabio Carrara               | Lista Di Pietro    | 4 346  | 5,45  |  |  |  |  |  |
|                               | Daniele Galimberti          | Democrazia Europea | 2 875  | 3,61  |  |  |  |  |  |
| Totale                        | Totale                      | Totale             | 79 728 | 100   |  |  |  |  |  |
|                               |                             |                    |        |       |  |  |  |  |  |
| Fonte: Ministero dell'interno |                             |                    |        |       |  |  |  |  |  |